# La flûte indienne / Vol. 2
La flute indienne / Vol 2 es un disco de estudio de Los Calchakis, grabado en 1968 con el sello Barclay, filial de la casa francesa ARION, donde al igual que en La flute indienne / Vol 1 la quena o flauta india cobra protagonismo en todas las canciones.

## Lista de canciones
| N.º | Título               | Música             | Duración |  |
| 1.  | «Malkischay»         | folklore peruano   |          |  |
| 2.  | «Aire guerrero»      | Alejandro Vivanco  |          |  |
| 3.  | «Toccoro»            | folklore           |          |  |
| 4.  | «Llullaringue»       | Darío Garzón       |          |  |
| 5.  | «Coma Tomasa»        | Alfredo Mena       |          |  |
| 6.  | «Cholita corocoreña» | folklore boliviano |          |  |
| 7.  | «Uno, dos, tres»     | folklore           |          |  |
| 8.  | «Ecos del cerro»     | Madeo y López      |          |  |
| 9.  | «La tilcareña»       | folklore           |          |  |
| 10. | «Ataray»             | folklore           |          |  |
| 11. | «Alborozo coya»      | Antonio Pantoja    |          |  |
| 12. | «Te digo adiós»      | Antonio Pantoja    |          |  |
| 13. | «Raza»               | Visco y Kaza       |          |  |
| 14. | «Danza yaki»         | folklore mexicano  |          |  |

## Integrantes
- Héctor Miranda
- Guillermo de la Roca
- Joel Perri (Amaru)
- Ana María Miranda (Huaÿta)
- Gonzalo Reig

- Datos: Q6461377